# Estereopsis

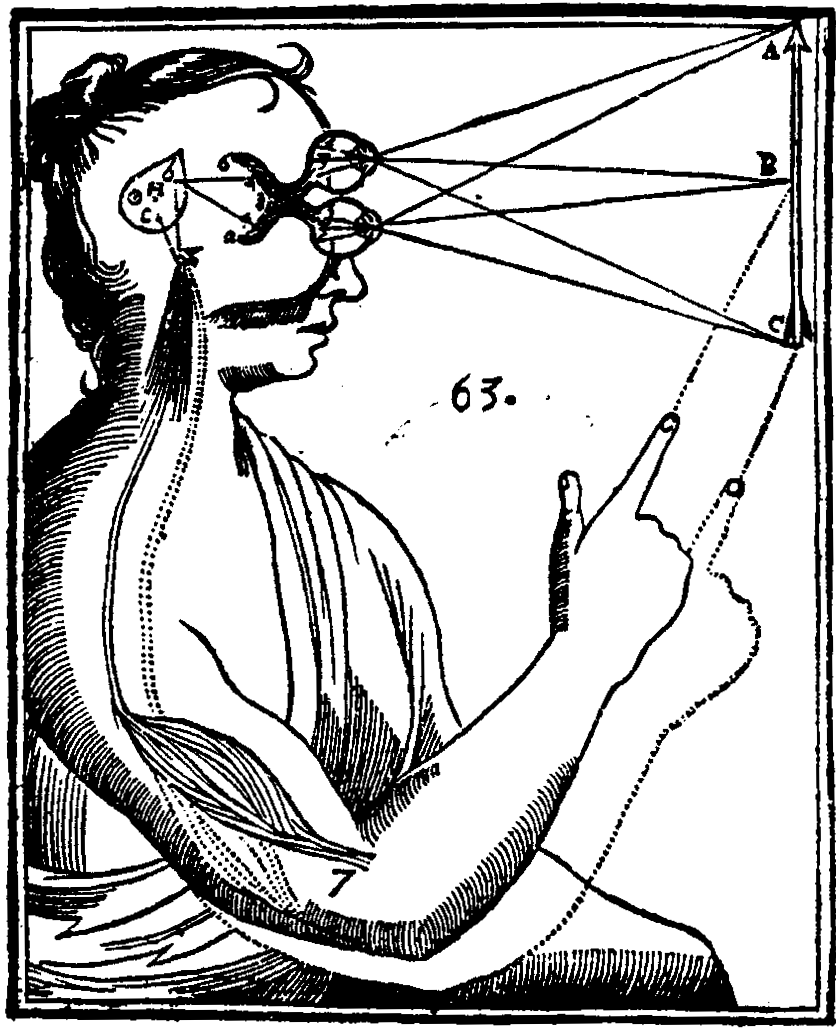
Diagrama de Descartes.

La estereopsis (del griego: στερεά [stereá] ‘sólida’ + ὄψις [ópsis], ‘visión’) es el fenómeno dentro de la percepción visual por el cual, a partir de dos imágenes ligeramente diferentes del mundo físico proyectadas en la retina de cada ojo, el cerebro es capaz de recomponer una tridimensional. A esta diferencia en las dos imágenes retinianas se la llama disparidad horizontal, disparidad retiniana o disparidad binocular, y se origina por la diferente posición de ambos ojos en la cabeza. La estereopsis es una de las vías binoculares para la percepción de la profundidad junto con otras de carácter monocular.

## Historia
Euclides y Leonardo da Vinci ya observaron y estudiaron el fenómeno de la visión binocular. También el astrónomo Johannes Kepler dejó unos estudios que comentaban los principios de la misma.[cita requerida]
Posteriormente, en 1838, el físico Sir Charles Wheatstone construyó el primer aparato que permitía percibir la tridimensionalidad partiendo de dos imágenes (visor estereoscópico). Este hecho curiosamente sucedió antes del descubrimiento de la fotografía.[cita requerida]
En 1849, Sir David Brewster diseñó y construyó la primera cámara estereoscópica. La cámara disponía de un visor que permitía ver las imágenes tomadas por las lentes. Algunos años más tarde, Oliver Wendell Holmes construyó lo que sería el estereoscopio de mano más popular del siglo XIX.[cita requerida]
En los años 1930 resurgió la estereofotografía con la aparición de las cámaras 3D, como Realist o el ViewMaster. Actualmente son aparatos obsoletos.[cita requerida]
A mediados de siglo hubo diferentes intentos de impulsar las películas 3D sin demasiado éxito, puesto que las técnicas utilizadas provocaban problemas de visión. No fue hasta los años 80 cuando surgen películas de alta resolución, como IMAX 3D, que no se ha popularizado.[cita requerida]

## Mecanismos de la estereopsis
Al observar objetos muy lejanos, los ejes ópticos de los ojos son paralelos. Al observar un objeto cercano, los ojos giran para que los ejes ópticos queden alineados sobre él, es decir, convergen. A su vez, se produce una acomodación o enfoque para poder ver nítidamente el objeto. A este proceso conjunto se le llama fusión.[cita requerida]
No todo el mundo tiene la misma capacidad de fusionar un par de imágenes en una vista tridimensional. Existe un porcentaje del 5% de la población que tiene problemas de fusión.[cita requerida]
La sensación de estereopsis puede producirse de dos maneras distintas:
1 - La experiencia natural y cotidiana de ver en 3D a partir de objetos en 3D.
- Al poseer visión binocular, los seres humanos vemos el mundo físico —el cual es volumétrico y espacial— en 3D. En este caso, el estímulo visual es uno solo —el objeto físico en 3D— visto por ambos ojos. Esta estereopsis tiene su origen en un estímulo binocular dióptico.[2] Para obtener esta sensación de estereopsis, es suficiente con tener visión binocular.

2 - La experiencia artificial de ver en 3D a partir de imágenes planas en 2D.
- Es cuando se usa la visión binocular para ver dos imágenes planas similares, las cuales han sido especialmente elaboradas para verse en 3D. En este caso son dos estímulos visuales —las dos imágenes en 2D, una para cada ojo— vistos por ambos ojos, y la estereopsis resultante tiene su origen en un estímulo binocular dicóptico.[3] Para lograr esta sensación de estereopsis, se requiere de las distintas técnicas de visualización estereoscópica, como el uso de dispositivos (el estereoscopio, diversos visores prismáticos o de espejos, gafas polarizadas o anaglifas, etc.), o incluso de la visualización libre (sin requerir ningún tipo de dispositivo).

## Agudeza estereóptica
Será la capacidad de discernir, mediante la estereopsis, detalles situados en planos diferentes y a una distancia mínima.[cita requerida]
Existe una distancia límite a partir de la cual no es posible apreciar dicha separación de planos. Esta distancia límite va a variar de unas personas a otras, oscilando entre los 60 y varios cientos de metros.[cita requerida]
Un factor que interviene directamente en esta capacidad es la separación interocular: a mayor separación entre los ojos, mayor es la distancia a la que se sigue apreciando el efecto de relieve.[cita requerida]
Con unos prismáticos se consigue una separación interocular mayor que la obtenida mediante la utilización de prismas y, gracias a ello, es posible apreciar en relieve los objetos distantes que en condiciones habituales no se podría separar del entorno. A esta técnica se le denomina hiperestereoscopía y produce un efecto: los objetos parecen menores.[cita requerida]
Para obtener imágenes estereoscópicas de objetos pequeños o incluso de imágenes microscópicas, se necesitará, por tanto, una reducción de la distancia interocular o hipoestereoscopía, que produce el efecto contrario a la hiperestereoscopía: los objetos parecen mayores.[cita requerida]

## Visión estereoscópica
Los seres humanos tienen dos ojos, ambos localizados al frente, y ambos miran hacia el mismo lado. Debido a esa posición, cada uno obtiene una vista de la misma escena del mundo con un ángulo ligeramente diferente. Las dos vistas tendrán muchas cosas en común, pero cada una contendrá cierta información visual de la que carece la otra. A la diferencia entre ambas imágenes se le denomina disparidad binocular.[cita requerida]
La información de cada ojo se envía por separado al cerebro, el cual se encarga de combinarlas emparejando las similitudes y añadiendo las diferencias, para producir finalmente una imagen en estéreo, de forma que se perciba la sensación de profundidad, lejanía o cercanía de los objetos circundantes. Este proceso de fusión se denomina estereopsis.[cita requerida]
Gracias a la visión en estéreo, es posible ver los objetos como sólidos en tres dimensiones espaciales: anchura, altura y profundidad. Es esta percepción de la profundidad la que hace de la visión estereoscópica algo tan especial, ya que gracias a ella la especie humana puede apreciar las diferentes distancias y volúmenes del entorno.[cita requerida]
Además, es posible ver ligeramente alrededor de los objetos sólidos sin necesidad de mover la cabeza, y percibir y medir el espacio vacío.[cita requerida]
Muchas acciones diarias dependen estrechamente de la visión estereoscópica, como tirar, coger o golpear una pelota, conducir, construir objetos tridimensionales, introducir una moneda en una máquina, enhebrar una aguja, aplaudir, etcétera.[cita requerida]

## Técnicas de visualización estereoscópica
Algunas de las técnicas de creación y visualización más importantes en la actualidad son:
- Anaglifos: Las imágenes que forman el par estereográfico se presentan superpuestas, utilizando dos gamas de colores complementarios. Se visualizan a través de unas gafas con dos filtros de los mismos colores complementarios, un color para cada ojo.[cita requerida]
- Polarización: Las dos imágenes se proyectan superpuestas mediante dos dispositivos equipados con filtros polarizados, girados 90° respectivamente. El observador debe usar unas gafas polarizadas.[cita requerida]
- Lentes de conmutación electrónica ("shutter glasses"): Se trata de unas gafas que constan de dos lentes LCD sincronizadas con el monitor del ordenador, de forma que las lentes se van volviendo opacas alternativamente (nunca es posible ver con los dos ojos a la vez), mientras van apareciendo las imágenes estereográficas por el monitor.[cita requerida]
- Visores estereoscópicos de óptica: El par de imágenes se presenta uno al lado del otro y por medio de un par de lentes (de plástico o de vidrio), cada ojo ve la imagen que le corresponde.[cita requerida]
- La visualización libre: Es posible ver el par estereográfico únicamente con los ojos. Esta técnica no requiere de ningún accesorio como gafas, lentes, visores o monitores. Es una habilidad que cualquier persona que posea visión binocular puede adquirir con un poco de práctica.[cita requerida]

También hay otros mecanismos como los cascos de realidad virtual o los monitores lenticulares (donde las lentes van dentro de la pantalla).[cita requerida]